# Кошкарагай
Кошкарага́й (рос. Кошкарагай) — присілок у складі Ішимського району Тюменської області, Росія.
Населення — 226 осіб (2010, 220 у 2002).
Національний склад станом на 2002 рік:
- росіяни — 90 %